# 비야클라라주

비야클라라 주의 위치

비야클라라주(스페인어: Provincia de Villa Clara)는 쿠바 중부에 위치한 주로 주도는 산타클라라이며 면적은 8,413.13km2, 인구는 803,562명(2010년 기준)이다.
북쪽으로는 대서양, 서쪽으로는 마탄사스 주, 동쪽으로는 상크티스피리투스 주, 남쪽으로는 시엔푸에고스 주와 접한다. 13개 지방 자치체를 관할한다.